# Líbor
El líbor era fins al 31 de desembre de 2021 el tipus d'interès interbancari que s'aplicava al mercat de capital de Londres. Es feia servir com a tipus de referència per a la gran majoria de grans transaccions interbancàries en el mercat internacional. És una taxa que fluctuava d'acord amb l'estat del mercat i depenent del termini del préstec i de la moneda contractada. És l’acrònim de London Interbank Offered Rate. A l'auge, el líbor es feia servir al món senzer per contractes d'un valor total de més de 400 bilions de dòlars.
L'escàndol del líbor del 2012, un sèrie d'accions fraudulents, va fer perdre molta credibilitat, que fins ara era el tipus més utilitzat arreu al món. Aquest escàndol, preocupacions sobre la precisió del càlcul i canvis en els costums de negocis interbancaris, es va decidir d'eliminar gradualment el Libor. La majoria dels paràmetres del líbor s'han deixat d'emetre des del primer de gener de 2022. L'autoritat britànica (Financial Conduct Authority) podria continuar publicant determinades taxes per a préstecs que no es poden convertir fàcilment, però és prohibit fer-lo servir per contractes nous. Segons la Unió Europea la manipulació dels tipus d'interés de referència ha de ser castigat penalment.
Hi ha una varietat eines per substituir el líbor. En alguns casos, els bancs deixen els seus clients lliure per triar quina tipus seguiran. El Banc d'Anglaterra proposa tipus sense risc (risk free rate), com, entre d'altres, el Sterling Overnight Index Average (SONIA).
En conseqüència dels problemes amb el líbor, Aurelio Fernández i el seu èquip de la Universitat Rovira i Virgili ha disissenyat un mètode per alertar els governs d'un risc de manipulació dels tipus d'interès.
A la zona Euro es fa servir l'euríbor.